# Monsieur Paul
Pour plus de détails, voir Fiche technique et Distribution.
Monsieur Paul est un téléfilm français réalisé par Olivier Schatzky, diffusé sur France 2 le 30 mai 2016.

## Résumé
Ce film s'inspire de faits réels. Il raconte la traque du milicien Paul Touvier (François Morel) par le journaliste Jacques Derogy (Laurent Gerra),.
Paul Touvier, ancien chef régional de la Milice à Lyon, essaie de brouiller les pistes en tentant de discréditer d'authentiques résistants. Il a trouvé refuge d'abord à Chambéry, dans les milieux ecclésiastiques, puis à Fourvière, toujours dans ces mêmes milieux. Enfin arrêté, puis jugé pour crimes contre l'humanité, il meurt à la prison de Fresnes en 1996.

## Distribution
- François Morel : Paul Touvier
- Laurent Gerra : Franck Jourdan (inspiré de Jacques Derogy)
- Hélène Alexandridis : Monique Touvier
- Madalina Constantin : Yaël Klein
- Geoffroy Thiébaut : Henri Jeanblanc
- Éric Naggar : Mgr Duquaire
- Sophie-Charlotte Husson : Jeanne Jourdan
- Isabelle Renauld : Marianne G.
- Olivier Massart : Alban Vistel
- Louise-Emma Morel : Chantal Touvier
- Matila Malliarakis : Pierre Touvier
- Jérôme Boyer : Gonnet
- Erick Deshors : André Perron
- Stéphane Jobert : Dom Poisson (inspiré d'André Poisson, moine de l'Ordre des Chartreux)
- Roland Copé : Ancien déporté
- Bertrand Usclat : Paul Touvier jeune
- Benoît Allemane : Ancien résistant
- Jean-Claude Bolle-Reddat : Commissaire Delarue
- Thierry Nenez : Louis Goudart